# Margot Marsman

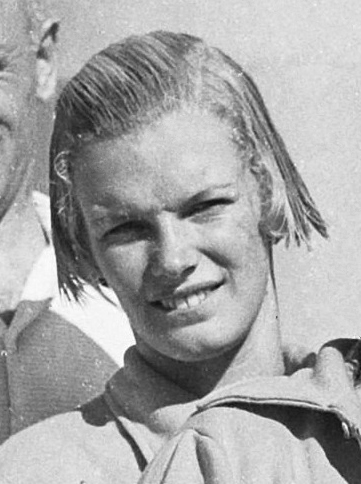
Margot Marsman (1947)

Margot Marsman, nach Heirat Marsman-de Jong, (* 9. Februar 1932 in Haarlem; † 5. September 2018 ebenda) war eine niederländische Schwimmerin. Sie gewann eine olympische Bronzemedaille und eine Silbermedaille bei Europameisterschaften.

## Karriere
Margot Marsman nahm 1947 in Monte Carlo an den ersten Europameisterschaften nach dem Zweiten Weltkrieg teil. In der 4-mal-100-Meter-Freistilstaffel siegten die Däninnen, dahinter erkämpften Margot Marsman, Irma Schumacher, Marie-Louise Vaessen und Hannie Termeulen die Silbermedaille. Im Jahr darauf trat Marsman bei den Olympischen Spielen in London ebenfalls in der Staffel an. Die niederländische Freistilstaffel mit Schumacher, Marsman, Vaessen und Termeulen gewann die Bronzemedaille hinter den Staffeln aus den Vereinigten Staaten und aus Dänemark.
Margot Marsman schwamm für die Heerlijk Verkoeld Gezonde Beweging in Haarlem.